# Волиця-Козя
Волиця-Козя (пол. Wolica Kozia, нім. Waldwinkel) — село в Польщі, у гміні Нове-Място-над-Вартою Сьредського повіту Великопольського воєводства.
Населення — 377 осіб (2011).
У 1975-1998 роках село належало до Познанського воєводства.

## Демографія
Демографічна структура станом на 31 березня 2011 року:
|          | Загалом | Допрацездатний вік | Працездатний вік | Постпрацездатний вік |
| -------- | ------- | ------------------ | ---------------- | -------------------- |
| Чоловіки | 198     | 55                 | 128              | 15                   |
| Жінки    | 179     | 37                 | 108              | 34                   |
| Разом    | 377     | 92                 | 236              | 49                   |